# Stah Guentis
Stah Guentis là một đô thị thuộc tỉnh Tébessa, Algérie. Dân số thời điểm năm 2002 là 2.914 người.